# Karigondanahalli, Gubbi
Karigondanahalli là một làng thuộc tehsil Gubbi, huyện Tumkur, bang Karnataka, Ấn Độ.